# Karel Jan Mikuláš Sedlnický z Choltic
Karel Jan Mikuláš Sedlnický z Choltic (německy Karl Johann Nikolaus von Sedlnitzky, 1723 – 14. července 1798) byl český šlechtic ze slezské linie svobodných pánů Sedlnických z Choltic.

## Život
Narodil se jako syn Františka Viléma Sedlnického, a jeho manželky Juliany svobodné paní z Kalkreuthu.
Karel Jan Mikuláš založil továrnu na výrobu zbraní o kterou však přišel v průběhu 18. století.
Sloužil jako kapitán gardy polského krále Stanislava Augusta.
V roce 1777 mu strýc, apelační rada Václav Karel, umožnil strávit zbytek života na svém sídle v Bílovci.

### Manželství a rodina
Karel Jan Mikuláš byl ženatý s Annou Marií Szubalskou, s níž měl tři děti:
- František Karel (1779 - 1852), sloužil v císařské armádě, následkem střelného zranění hrudníku ve francouzských válkách se ctí odešel do výslužby v hodnosti pukovníka husarů.
- Václav Karel, zakladatel starší rodové linie na Jaškovicích
- Karel Josef, zakladatel mladší linie.

Podruhé byl ženatý s Annou von Fröhlich, jejímž otcem zřejmě byl císařský generál František svobodný pán von Frehlich, rytíř vojenského řádu Marie Terezie. Pár však neměl žádné potomky.
Po smrti Karla Jana Mikuláše Sedlnického se vdova Anna provdala za generálmajora a rytíř řádu Marie Terezie, svobodného pána Antona von Révay.